# 山崎町 (町田市)
山崎町（やまざきまち）は、東京都町田市の町名。「丁目」の設定のない単独町名である。郵便番号は195-0074。

## 地理
町田市の中部に位置する。東には七国山があり、東側の町境は薬師池公園に接する。
北東と東には野津田町、南には本町田、西には 山崎一丁目と木曽西・忠生、北西には図師町がある。

### 住宅地
旧日本住宅公団（UR都市再生機構）の大規模集合住宅である町田山崎団地・山崎第二団地が南部の大部分を占めるほか、北東部には都営山崎町アパート、シーアイハイツ町田などの集合住宅が多い。戸建住宅街は主に北部と七国山の西側に広がる。
UR町田山崎団地は隣接する公社町田木曽住宅や近隣のUR藤の台団地とあわせてニュータウンを形成している。

### 河川
- 鶴見川 - 野津田町との町境付近を流れる。

## 歴史
武蔵国多摩郡柚木領に属した。

### 地名の由来
鎌倉時代に横山党の一族である山崎兼光等が住んだ地とされているが、地名の詳しい由来についてはわかっていない。

### 沿革
- 1590年（天正18年） - 徳川家康の領地になり、旗本の簗田孫兵衛正勝の知行地になる。
- 1674年（延宝2年） - 牧野藤左衛門の邸内にまつられていた村鎮守が八幡平に奉遷された（八幡神社）。
- 1696年（元禄9年） - 幕府の直轄地になる。
- 1702年（元禄15年） - 分割され、一部が旗本の松平新八郎乗邦の知行地になる。
- 1866年（慶応4年、明治元年） - 武蔵知県事と韮山県の管轄になり、その後神奈川県に移管される。
- 1871年（明治4年） - 区制により第三〇区となる。
- 1873年（明治6年） - 区番組制により第八区五番組となる。
- 1874年（明治7年） - 大区小区制により第八大区四小区となる。
- 1884年（明治17年） - 連合戸長役場制により木曽村戸長役場の管轄となる。
- 1889年（明治22年） - 山崎村、図師村、上小山田村、下小山田村、木曽村、根岸村が合併し、南多摩郡忠生村 大字山崎となる。
- 1893年（明治26年） - 南多摩郡、西多摩郡、北多摩郡が神奈川県から東京府に移管され、東京府南多摩郡忠生村大字山崎となる。
- 1943年（昭和18年） - 東京都制により、東京都南多摩郡忠生村大字山崎となる。
- 1958年（昭和33年）  - 町田町、忠生村、鶴川村、堺村が対等合併し、市制施行。町田市山崎町となる。
- 2007年（平成19年）12月1日 - 木曽町、根岸町、山崎町の一部で住居表示を実施し、木曽西一、四、五丁目を新設。
- 2009年（平成21年）7月1日  - 山崎町の一部で住居表示を実施し、山崎一丁目を新設。

## 世帯数と人口
2018年（平成30年）1月1日現在の世帯数と人口は以下の通りである。
| 町丁   | 世帯数    | 人口     |
| ------ | --------- | -------- |
| 山崎町 | 7,439世帯 | 16,026人 |

## 小・中学校の学区
市立小・中学校に通う場合、学区は以下の通りとなる。
| 番地 | 小学校               | 中学校             | 選択可能校                              |
| --- | -------------------- | ------------------ | --------------------------------------- |
| 1077～1080番地、1082番地～1106番地の1 1106番地の5～30、1131～1200番地 1236～1273番地、2179～2188番地 | 町田市立七国山小学校 | 町田市立薬師中学校 |                                         |
| 1051～1076番地、1081番地、1106番地の2～4 1107～1130番地、1201～1222番地 | 町田市立七国山小学校 | 町田市立薬師中学校 |                                         |
| 110～306番地、311～324番地、363～461番地 1495～1523番地、1571～1578番地、1601番地 1604番地、1631～1745番地、1798～1836番地 1877～1882番地、1885番地の1・6、1887～1888番地 1890番地～1900番地の1、1901～1902番地 2108番地の4、2109番地の1、2110～2128番地 都営山崎町第2アパート（457番地）                                              | 町田市立山崎小学校   | 町田市立忠生中学校 |                                         |
| 1524～1539番地、1570番地、1579番地 1580番地の1・4・6、1606～1630番地 | 町田市立山崎小学校   | 町田市立忠生中学校 | 町田市立七国山小学校 町田市立山崎中学校 |
| 307～310番地、325～362番地、474～492番地 536～836番地、952～1025番地、1037～1050番地 1314番地、1343番地、1352番地 1414～1452番地、1490～1494番地、1900番地の2 1903～1930番地、1964番地の1、2011番地の1～6 2012～2031番地、2033番地の4、2034～2057番地 町田山崎団地（1〜8街区）、シーアイハイツ（A～L棟） 都営山崎町アパート（840番地） | 町田市立七国山小学校 | 町田市立山崎中学校 |                                         |
| 3500～3512番地 | 町田市立七国山小学校 | 町田市立山崎中学校 | 町田市立山崎小学校 町田市立忠生中学校   |

## 交通

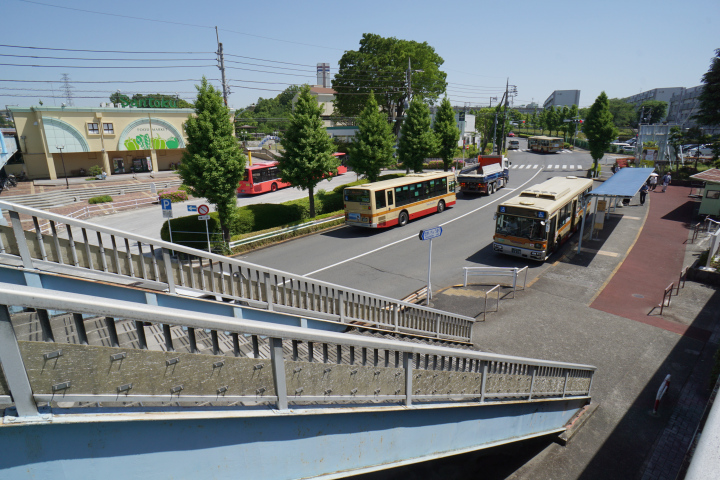
山崎団地センターバス停

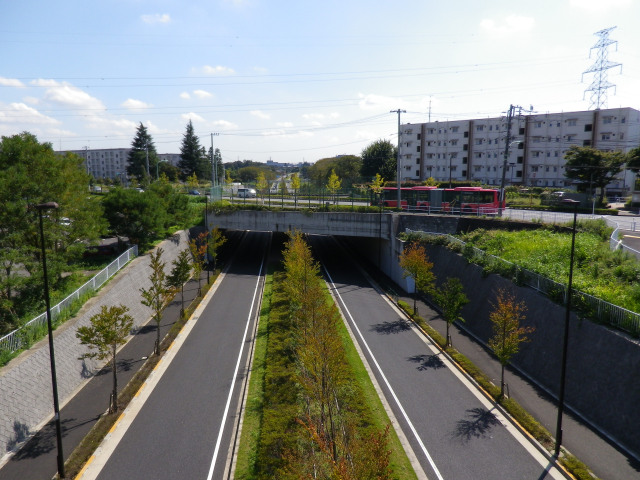
団地いちょう通り（上）と都道47号線（下）の立体交差

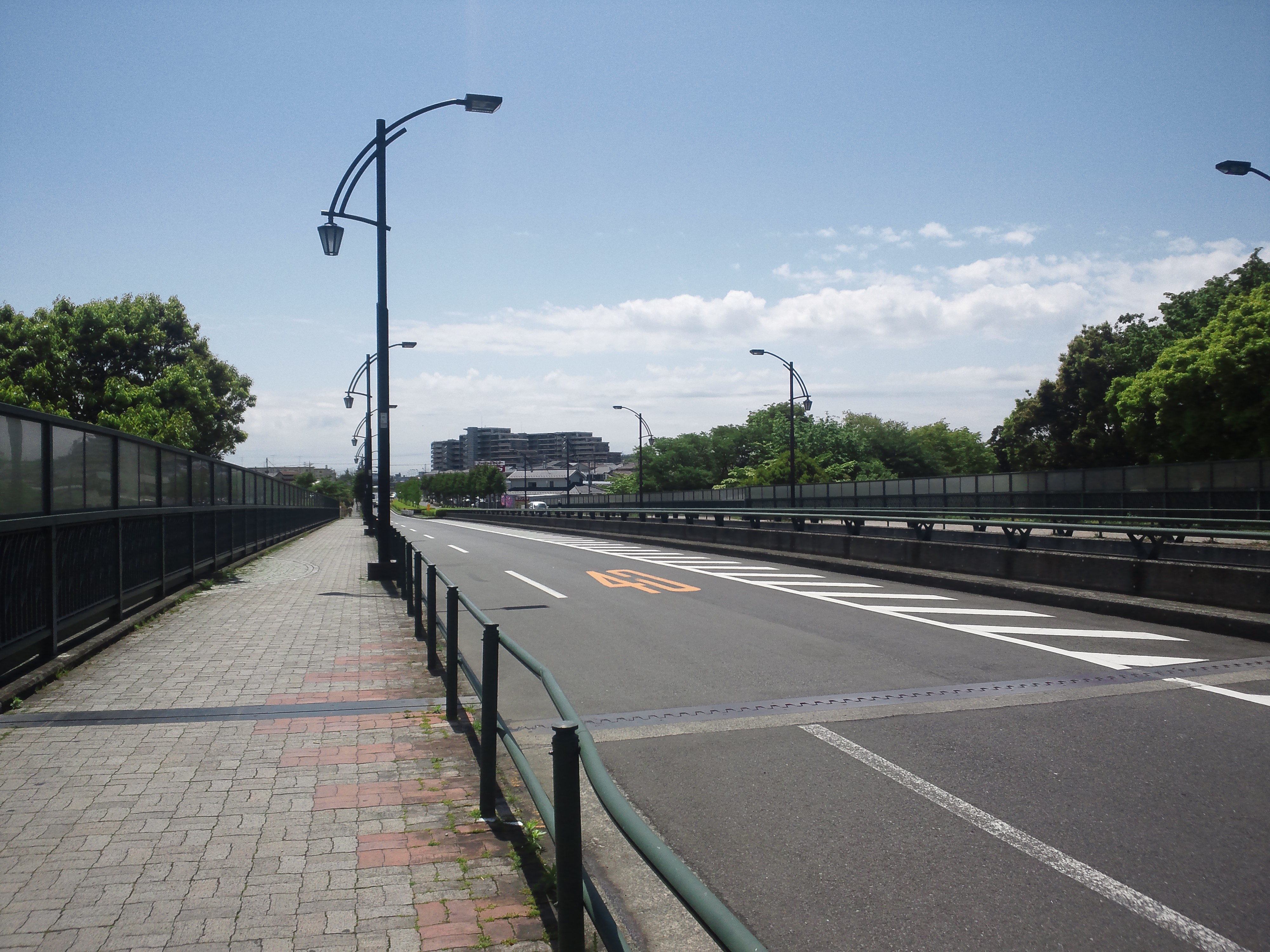
忠生公園大橋

### 路線バス
神奈川中央交通の路線バスで「山崎団地センター」バス停留所などから町田バスセンター行きと古淵駅行きがある。

### 道路・橋梁
- 団地いちょう通り - 南の町境を走る。沿道はいちょう並木となっている。
- 東京都道47号八王子町田線（町田3・3・36号相原鶴間線） - 南西の町境を走る。町田街道のバイパスとして整備された。
  - 忠生公園大橋

## 施設
行政
- 木曽山崎コミュニティセンター
  - 町田市役所 木曽山崎連絡所（行政窓口）
- 町田市立木曽山崎図書館

教育
- 小学校
  - 町田市立七国山小学校
- 中学校
  - 町田市立山崎中学校
- 高等学校
  - 東京都立山崎高等学校

商業
- スーパー三徳 町田山崎店
- スーパー三徳 町田北店
- スーパー三和 山崎店

郵便局
- 町田山崎郵便局
- 町田山崎北郵便局

警察
- 町田警察署山崎交番

病院
- ふくいんクリニック
- グランハート町田（医療モール）

公園
- 山崎公園
- 山崎自然公園
- 町田薬師池公園 四季彩の杜 
  - 町田ダリア園
  - 西園（薬師池西公園）
- 町田かたかごの森
- 忠生公園

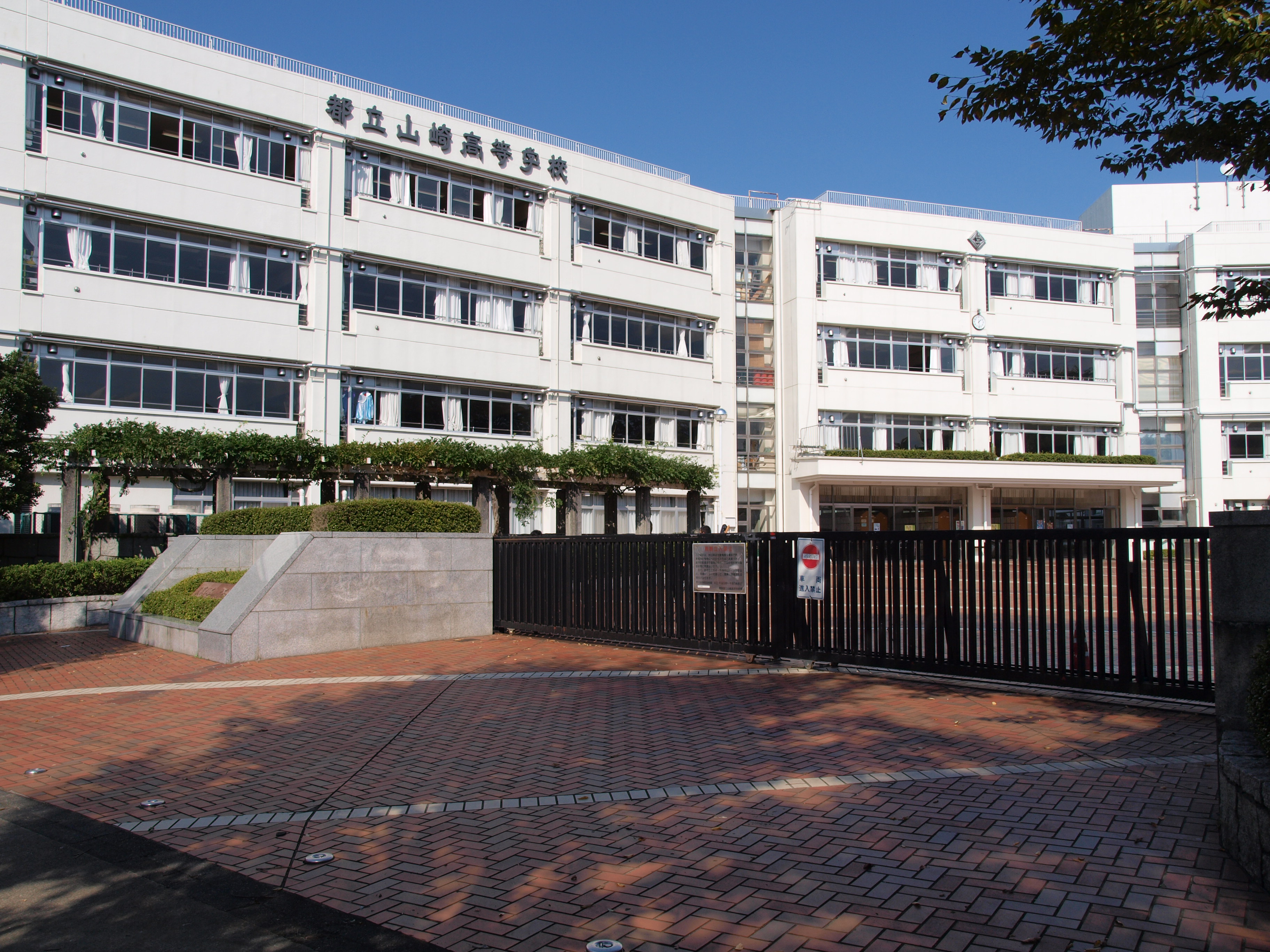
東京都立山崎高等学校

  - 忠生公園自然観察センター（忠生がにやら自然館）

寺院・神社
- 孝養寺
- 飛鳥寺
- 八幡神社

## 関連文献
- 「山崎村」『新編武蔵風土記稿』 巻ノ90多磨郡ノ2、内務省地理局、1884年6月。NDLJP:763988/53。